# مینیهوف لایباو
مینیهوف لایباو (به آلمانی: Minihof-Liebau) یک شهر بازاری و شهرستان اتریش در اتریش است که در Jennersdorf District واقع شده‌است.

## خصوصیات
مینیهوف لایباو ۱٬۱۴۵ نفر جمعیت دارد.